# 阮氏宗祠 (余姚市)
阮氏宗祠位于中国浙江省余姚市临山镇临城村桥板西路37号，民国建筑，建于民国十九年（1930年），由阮氏大房长性垕以老八房之祖堂屋为祠址募捐集资而成，建筑坐南朝北，前后共四进，由北至南依次为墙门、门厅、大厅及后厅，大厅前为大天井，两侧设有厢房，其中西厢房内有两碑记，正厅与后厅间设有披廊相连，2014年9月23日公布为余姚市文物保护单位。